# Bogdasarov
Bogdasarov (del ruso: Богдасаров) es un jútor del raión de Abinsk del krai de Krasnodar en el sur de Rusia. Está situado en la orilla izquierda del río Kubán, 35 km al nordeste de Abinsk y 56 km al noroeste de Krasnodar, la capital del krai. Tenía 66 habitantes en 2010
Pertenece al municipio Olguinskoye.